# Jörn Borowski
Jörn Borowski (n. 15 ianuarie 1959, Rostock, RDG) este un iahtman ce a reprezentat Republica Democrată Germană, medaliat olimpic. A participat la o ediție a Jocurilor Olimpice (1980) în care a câștigat o medalie de argint.

## Participări
Lista de mai jos prezintă principalele competiții la care a participat Jörn Borowski de-a lungul carierei.
- sailing at the 1980 Summer Olympics – 470[*]